# Influenzavírus C
Influenzavirus C é um género da família de vírus Orthomyxoviridae e que provoca a gripe. A única espécie deste género é denominada vírus influenza C e afeta seres humanos e porcos. A gripe do tipo C é rara quando comparada com os tipos A e B, mas pode ser igualmente grave e provocar epidemias locais. O subtipo C tem sete segmentos de ARN e codifica nove proteínas, enquantos os tipos A e B têm 8 segmentos de ARN e codificam, no mínimo, 10 proteínas.